# Jetman
Fiveman Zyu Rangers
Jetman (鳥人戦隊ジェットマン, Chōjin Sentai Jettoman, littéralement Jetman, l'escadron des hommes-oiseaux) est une série télévisée japonaise du genre Super sentai en 51 épisodes de 20 minutes produite en 1991.
Une partie des épisodes n'a pas été doublée et diffusée en France, ce qui s'explique par son caractère plus violent (sang, morts violentes et scènes de torture) que d'autres sentai. C'est également le dernier sentai diffusé en France.

## Synopsis
Sky Force est une agence de défense internationale chargée de protéger la paix sur Terre. Cette agence, basée à bord de la base orbitale Earth Ship (littéralement Vaisseau Terre), met au point un projet secret : le Projet J, qui a pour but de créer un escadron d'élite dont les membres auront vu leurs capacités physiques développées à travers l'irradiation par les Birdonic Wave.
Les deux agents de Sky Force Ryû Tendô et sa fiancée Rie Aoi, sont sélectionnés par la Commandante Aya Odagiri pour rejoindre cet escadron, et devenir respectivement Red Hawk et White Swan. Mais, après l'irradiation de Ryū, Earth Ship est attaqué par l'armée dimensionnelle Vyram, qui après avoir conquis de nombreux mondes, cherche à envahir la Terre. Vyram détruit le vaisseau, libérant ainsi les Birdonic Waves restantes qui vont rejoindre la Terre pour y irradier quatre individus au hasard. Ryū et la Commandante Odagiri réussissent à s'échapper avant al destruction de l'Earth Ship, mais Rie se trouve aspirée dans le vide intersidéral.
De retour sur Terre, et malgré le choc de la mort de Rie, Aya et Ryu doivent maintenant retrouver les quatre individus ayant été irradiés par les Birdonic Wave, et les convaincre de se joindre à Ryū dans le but de former l'équipe Jetman et défendre la Terre contre l'envahisseur Vyram.

## Épilogue
Trois ans après la défaite de Radiguet, Ryu et Kaori sont sur le point de se marier. Raita, Ako, et la Commandante Odagiri assistent à la cérémonie. Gai, sur le chemin de la cérémonie, s’arrête pour acheter des fleurs, heureux de se rendre au mariage de ses amis. Sur le point de partir, une cliente du fleuriste se fait dérober son sac-à-main par un jeune malfrat. Gai se lance à la poursuite du jeune homme et lui reprend le sac volé. Humilié, le voleur poignarde Gai avant de s’enfuit. Mourant, Gai rassemble ses dernières forces pour se rendre au mariage de ses amis.
Peu après l’office, l’âme de Rie apparaît à Ryu, et lui donne sa bénédiction pour son union avec Kaori. Ryu, heureux, remarque Gai devant l’église. Celui-ci, feintant d’aller bien, cache ses blessures et remet ses meilleurs vœux à ses amis avant de s'éteindre.
Dans le manga qui fait suite à la série, un guitariste du nom de Jeff Kensaki remplace Gai, mais change de couleur et devient Green Eagle ,le Jetman vert. Toutefois, ce manga n'est pas pris en compte par les autres séries.
Dans la série Gokaiger, qui fait apparaître tous les Sentai précédents (en particulier pendant la Great Legend War), Black Condor se bat aux côtés des autres Jetmen. Dans l'épisode 28 de Gokaiger (hommage Jetman), on apprend que les quatre Jetmen survivants visitent la tombe de Gai tous les jours depuis sa mort, et qu'il quitte temporairement le paradis chaque fois que les Jetmen doivent combattre à nouveau.

## Personnages

### Jetmen
Dans l'épisode 28 de la série sentai Gokaiger (hommage aux Jetman) on apprend ce qui est arrivé aux membres des Jetman :
- Ryû Tendô (天堂 竜, Tendō Ryū?) / Reno (VF) Red Hawk et Faucon rouge en VF (?) est le leader des Jetmen, le seul à être membre de Sky Force avant de faire partie de l'équipe, et le seul à avoir été recruté pour ses compétences. Pour ces raisons, il insiste souvent sur le sens du devoir, et évite de laisser les sentiments altérer son jugement mais est le premier à échouer dans cette logique en matière de bon sens. Il est toutefois très vulnérable depuis la mort de sa fiancée Rie Aoi lors de l'attaque de l'Earth Ship par les Vyram. C'est pourquoi il perd complètement pied lorsqu'il découvre que Rie est vivante, et est devenue un membre de Vyram. Trois ans après la victoire sur Vyram, et donc la mort de Rie, il épouse Kaori.
- Kaori Rokumeikan (鹿鳴館 香, Rokumeikan Kaori?) / Kaori (VF) White Swan et Cygne Blanc en VF (?) est une jeune femme de la haute société. Malgré sa fortune, elle s'ennuie dans son manoir, où elle n'est le plus souvent accompagnée que de son majordome. C'est pour cela qu'elle accepte volontiers de rejoindre les Jetmen ; même si cette décision a également beaucoup à voir avec les sentiments qu'elle nourrit pour Ryû (Reno).
- Raita Ôishi (大石 雷太, Ōishi Raita?) / Renato en VF Yellow Owl et Hibou Jaune en VF (?) est un fermier. Soucieux d'avoir une vie simple et bien rangée, il refuse initialement de rejoindre les Jetmen. Mais lorsque Vyram se met à attaquer son champ, il trouve la force et la volonté de se battre contre ceux qui détruisent la nature qu'il aime tant. Quelque peu maladroit et peu instruit en technique de combat, il tire parti de sa corpulence dans les combats au corps à corps ; il est capable de soulever de gros rochers pour les projeter sur ses adversaires. Après la fin de la série, on apprend qu'il continue à cultiver ses champs et à vendre ses produits bio sur internet.
- Ako Hayasaka (早坂 アコ, Hayasaka Ako?) / Anne en (VF) Blue Swallow et Chouette Bleue en VF (?) est une lycéenne espiègle, mais aussi la plus matérialiste de l'équipe ; elle n'accepte au départ de faire partie des Jetmen que contre rétribution financière. Cependant, après son premier combat, elle se rend compte de l'importance de la mission qu'elle doit mener, et révise sa position. Elle se spécialise dans les attaques acrobatiques. À la fin de la série, elle est devenue une star de la chanson au Japon.
- Gai Yûki (結城 凱, Yūki Gai?) / Galt en VF Black Condor et Condor Noir en VF (ブラックコンドル, Burakku Kondoru?) est saxophoniste dans un bar, un habile joueur de billard et un amateur de jeux d'argent (dans lesquels il n'hésite pas à tricher) ; c'est un don Juan qui ne pense qu'à lui-même et il est d'un tempérament très solitaire. C'est pourquoi il refuse quand on lui demande de rejoindre les Jetmen. D'abord obligé de se transformer pour sauver sa vie, il ne rejoint l'équipe que plus tard ; trouvant une envie de justice à l'intérieur de son cœur, il s'ouvrira peu à peu. C'est de loin le plus efficace des Jetmen ; il prend la tête de l'équipe ou le commandement des robots quand Ryû est indisposé. Il continuera toutefois d'avoir une relation conflictuelle avec Ryû, notamment au sujet de Kaori, pour qui il éprouve un amour non réciproque.

manga seulement
- Jeffrey "Jeff" Kenzaki (ジェフリィ剣崎, Jefuryi Kenzaki?) / Green Eagle (グリーンイーグル, Gurīn Īguru?). Jeune guitariste, reçoit des pouvoirs après qu'une météorite se soit écrasée près de lui. Il remplace Black Condor.

### Alliés
- La Commandante Aya Odagiri (小田切綾長官, Odagiri Aya-chōkan?) est la responsable du projet J. C'est elle qui a recruté Ryū et Rie. Après la destruction du Earth Ship, elle a rassemblé les personnes irradiées par les Birdonic Wave afin d'en faire des Jetmen. Experte en arts martiaux, elle a entraîné Ako, Kaori et Raita, qui ne savaient pas se battre. Elle est également pilote, bien que son avion ait été détruit dans le deuxième épisode. Elle pilote même parfois Jet Garuda.

- Combattants du royaume extra-dimensionnel de Dimensia (裏次元ディメンシアンの戦士, Urajigen Dimenshia no Senshi?) (épisodes 23-24) : Ray, Kanna et Dan sont les trois seuls survivants d'un royaume extra-dimensionnel conquis par Vyram. Ils interviennent avec Jet Garuda au cours d'un combat dans lequel Jet Ikaros était menacé de destruction. Ray et Kanna forment un couple, tandis que Dan tente de séduire Ako. Ray et Kanna sont tués et Dan laissés pour mort par Radiguet, qui prend le contrôle de Jet Garuda. Dan se transforme alors en Birdman, et parvient à faire quitter les commandes de Jet Garuda à Radiguet, mais il y perd la vie. Selon Dan, tous les trois pouvaient se transformer pour combattre, mais lui seul a pu le faire à l'écran avant de mourir, faisant de lui le personnage le plus proche d'un sixième ranger dans Jetman.

- Les Neo-Jetmen (épisodes 40-41), supposés remplacer les Jetmen. Contrairement aux Jetmen, ce sont de véritables soldats. Leurs armures sont noires et argentées, équipées de réacteurs à Birdonic Wave. Leurs noms individuels sont J1 à J5. À leur première apparition, ils mettent en fuite un monstre qui avait fait perdre leurs pouvoirs aux Jetmen (les réacteurs incorporés les protégeant de cet effet). Mais ils se révèlent ensuite de médiocres pilotes de mechas. Puis quand la base est envahie, ils sont incapables de la défendre, alors que les Jetmen sans pouvoirs jouent un rôle décisif. C'est pourquoi ils choisissent de sacrifier leurs pouvoirs pour que les Jetmen regagnent les leurs.

Dans le manga, ils retrouvent leurs pouvoirs et sont les protecteurs du Japon quand les Jetmen ne reprennent pas du service.
- Le commandant suprême Ichijō (一条総司令, Ichijō Sōshirei?) (épisodes 40-41), chargé du projet Neo-Jetmen. Il méprise Aya Odagiri. Il finit par être évincé quand le haut commandement juge que ses décisions mèneraient à tuer inutilement ses hommes les plus précieux (sur la fin même les Neo-Jetmen n'appliquaient plus ses ordres).

### Armée dimensionnelle Vyram
L'Armée dimensionnelle Vyram (次元戦団バイラム, Jigen Sendan Bairamu) est un groupe de guerriers à l'allure aristocratique, ayant conquis de nombreux mondes avant de chercher à envahir la Terre. Ils opèrent depuis leur base nommée Vyrock (バイロック, Bairokku), capable de voyager entre les différentes dimensions. Comme ils n'ont pas de chef désigné, il fut décidé que celui ou celle qui vaincrait les Jetmen deviendrait automatiquement leur chef.
- Comte de la Dimension-Arrière Radiguet (裏次元伯爵ラディゲ, Urajigen Hakushaku Radige?) : Un guerrier au visage bleuté, à moitié caché par un masque. Il est celui qui se rapproche le plus du statut de chef au sein de Vyram. Ne s'occupant que de son intérêt personnel, il n'hésite pas à se retourner contre ses alliés, quitte à s'allier avec ses ennemis pour l'occasion.
- Maria (マリア, Maria?) : La nouvelle venue au sein de Vyram. Elle apprécie particulièrement la torture psychologique, et présente souvent au Jetmen des dilemmes moraux. Elle est d'une certaine loyauté envers Radiguet mais est surtout associée à Grey, qui la protège souvent. (Plus tard, on découvre qu'elle n'est autre que Rie Aoi, la fiancée de Ryû, ayant subi un lavage de cerveau.)
- Grey (グレイ, Gurei?) : Un robot. Préférant la réflexion à l'action, il ne crée que peu de monstres, mais ceux-ci s'avèrent redoutablement efficaces. Il est également très doué en combat au corps à corps. Paradoxalement, il est le membre de Vyram le plus doté de sentiments humains, comme le montre l'amour inconditionnel qu'il porte à Maria, qu'il protège à plusieurs reprises au péril de sa vie.
- Tran (トラン, Toran?) : Un enfant doté de pouvoirs parapsychiques, lui permettant de compenser sa petite corpulence (il peut ainsi se téléporter, perturber la gravité, contrôler les objets à distance ou encore désarmer un adversaire par un arc électrique), il conçoit ses plans et monstres comme des jeux, où voir souffrir l'ennemi est la meilleure des récompenses, bien qu'il se réjouisse aussi volontiers lorsque ses propres alliés se voient vaincus. Bien qu'il soit très actif au sein de Vyram, il en demeure la risée du fait de son âge. Mais la rancœur accumulée par les moqueries qu'il subit lui permettra de devenir l'Empereur Tranza (帝王トランザ, Teiō Toranza?), adulte, et surtout beaucoup plus fort que les autres.
  - Dans la version française, Tran est désigné comme étant une femme et non un enfant ; ceci ne colle pas avec sa métamorphose.
- Soldats Grinam (グリナム兵, Gurinamu Hei?) : Les hommes de main de Vyram ; certains possèdent des lames de hache en guise d'avant-bras.

## Arsenal
- Cross Changer (クロスチェンジャー, Kurosu Chenjā?) : Le bracelet de transformation, porté sur le poignet droit. Pour se transformer, les Jetmen appuient sur le bouton en forme de diamant et crient Cross Changer! (Transmutation! dans la VF).
- Corresponder (コレスポンダー, Koresupondā?) : Ce bracelet, porté sur le poignet gauche, est utilisé comme moyen de communication.
- Bird Blaster (バードブラスター, Bādo Burasutā?) : Pistolet standard tire des rafales de laser a une cadence rapide, efficace pour neutraliser un ennemi rapide.
- Bringer Sword (ブリンガーソード, Buringā Sōdo?) : Épée standard télescopique.
  - Jet Hand Cannon (ジェットハンドカノン, Jetto Hando Kanon?) : Pistolet supérieur formé en combinant le Bird Blaster et la Bringer Sword. Cette arme est utilisée dans l'attaque Bird Bomber (バードボンバー, Bādo Bonbā?), où les cinq Jetmen tirent simultanément sur l'ennemi ; il projette un faisceau laser coloré en fonction de son propriétaire.
- Beak Smasher (ビークスマッシャー, Bīku Sumasshā?) : Pistolet avancé avec rayon à tête chercheuse qui rebondit sur tout obstacle sans faire de dégâts et se dirige vers sa cible. Il est très puissant à l'impact, toutefois son rayon plasmique est moins rapide que le Bird Blaster et est inefficace sur des ennemis très vifs.
  - Smash Bomber (スマッシュボンバー, Sumasshu Bonbā?) : Fusil avancé formé en combinant le Bird Blaster et le Beak Smasher, utilisé par les cinq Jetmen pour détruire le monstre en lui tirant simultanément dessus d'un seul tir qui se concentre en une boule d'energie.
- Wing Gauntlet (ウィングガントレット, Wingu Gantoretto?) : Gantelet pouvant envoyer une décharge électrique. Utilisé pour donner des coups de poing (Wing Punch (ウイングパンチ, Uingu Panchi?)) ou pour tirer à distance (Wing Beam (ウィングビーム, Wingu Bīmu?)).

### Véhicules
- Jet Striker (ジェットストライカー, Jetto Sutoraikā?) : Buggy de Ryū (Réno). Il peut se transformer en Fire Bazooka (Autocannon), au moins aussi puissant que la combinaison des cinq Jet Hand Cannon.
- Jet Bouncer (ジェットバンサー, Jetto Bansā?) : Pick-up utilisé par Raita (Rénato) et Kaori. Ako (Anne) monte souvent à l'arrière, afin de manipuler le canon se trouvant sur le toit.
- Jet Speeder (ジェットスピーダー, Jetto Supīdā?) : Motos utilisées l'une par Gai (Galt), l'autre par Ako (Anne).

### Mechas
Dans Jetman, les mechas sont de purs robots, appliquant les ordres des pilotes. Ils sont stockés dans les hangars de Sky Force, et doivent être réparés quand endommagés au combat. Il n'est pas nécessaire d'être un Jetman pour les piloter, mais les chocs subis par les pilotes peuvent blesser tout pilote autre qu'un Jetman en tenue.
- Les Jet-machines (ジェットジェット, Jettomashin?) sont les avions individuels des Jetmen ; chacune d'elles est à l'effigie de l'oiseau correspondant à son pilote. Ces machines peuvent s'assembler pour former le robot Jet Ikaros (ジェットイカロス, Jetto Ikarosu?) Titanor (en VF), armé de l'épée Birdonic Saber (バードニックセイバー, Bādonikkuseibā?) (épée bionique), ou le vaisseau Ikaros Haken (イカロスハーケン, Ikarosu hāken?).
  - Jet Hawk (ジェットホーク, Jetto Hōku?) : piloté par Reno, armé de divers canons lasers.
  - Jet Swan (ジェットスワン, Jetto Suwan?) : piloté par Kaori ; son attaque de prédilection est le Swany Pulsar (スワニーパルサー, Swanī Parusā?).
  - Jet Owl (ジェットオウル, Jetto Ōru?) : piloté par Rénato, armé d'une pince qui lui permet de soulever de gros rochers pour les faire tomber sur l'ennemi.
  - Jet Swallow (ジェットスワロー, Jetto Suwarō?) : piloté par Anne ; son attaque de prédilection est le Wing Cutter (ウィングカッター, Wingu Kattā?), dans laquelle les ailes se détachent du fuselage pour aller attaquer l'ennemi pendant que le jet est en chute libre.
  - Jet Condor (ジェットコンドル, Jetto Kondoru?) : piloté par Galt, armé de lasers, et peut également transpercer certaines parois à l'aide de son nez. Peut réaliser l'attaque Double Jet Beam (ダブルジェットビーム, Daburujettobīmu?) avec Jet Hawk.
- Bird Garuda (バードガルーダ, Bādo Garūda?, Garouda en VF) : vaisseau volant apporté par les combattants de Dimensia, Sky Force prend en charge son stockage et son entretien dès leur arrivée, et finalement les Jetmen en héritent à la mort de leurs alliés. Il peut devenir le robot Jet Garuda (ジェットガルーダ, Jetto Garūda?).

Les Jet-machines et Garuda peuvent se combiner pour former soit le vaisseau Hyper Haken (ハイパーハーケン, Haipā Hāken) (combinaison d'Ikaros Haken et de Bird Garuda), soit le robot Great Icaros (グレートイカロス, Gurēto Ikarosu) (combinaison de Jet Ikaros et de Jet Garuda).
- Tetra Boy (テトラボーイ, Tetorabōi?) ou Tériblor (VF): Le troisième robot. Contrairement aux précédents, il est auto-piloté, et se spécialise dans les attaques de kick boxing. Il peut également devenir le canon Tetra Buster (テトラバスター, Tetorabasutā?), utilisé par Jet Ikaros ou par Jet Garuda (dans la série, il n'est pas utilisé par Great Icaros, mais les jouets permettent cette combinaison).

## Épisodes
| no | Titre original (et transcription Hepburn)          | Traduction française                             | Titre de l'épisode en VF    | 1re diffusion (au Japon) | 1re diffusion (au France) |
| -- | -------------------------------------------------- | ------------------------------------------------ | --------------------------- | ------------------------ | ------------------------- |
| 01 | 戦士を探せ Senshi o Sagase                         | À la recherche des guerriers                     | L'invasion                  | 15/02/1991               | 14/04/1993                |
| 02 | 第三の戦士 Daisan no Senshi                        | La troisième vague de guerriers                  | La formation de l'équipe    | 22/02/1991               | 21/04/1993                |
| 03 | 五つの力 Itsutsu no Chikara                        | Le pouvoir des cinq                              | La lutte contre le mal      | 01/03/1991               | 28/04/1993                |
| 04 | 戦う花嫁 Tatakau Hanayome                          | La mariée combattante                            | Le fiancé                   | 08/03/1991               | 05/05/1993                |
| 05 | 俺に惚れろ Ore ni Horero                           | Aime-moi                                         | Du grand spectacle          | 15/03/1991               | 12/05/1993                |
| 06 | 怒れロボ！ Ikare Robo!                             | Énerve-toi, Robot !                              | non doublé                  | 22/03/1991               | jamais diffusé            |
| 07 | 竜の結婚！？ Ryū no Kekkon!?                       | Le mariage de Ryû !?                             | Une grand-mère envahissante | 29/03/1991               | 19/05/1993                |
| 08 | 笑うダイヤ Warau Daiya                             | Le diamant rieur                                 | Le rubis sanglant           | 05/04/1991               | 26/05/1993                |
| 09 | 泥んこの恋 Doronko no Koi                          | L'amour boueux                                   | Une amie d'enfance          | 12/04/1991               | 02/06/1993                |
| 10 | カップめん Kappumen                                | Nouilles à emporter                              | Les nouilles du mal         | 19/04/1991               | 09/06/1993                |
| 11 | 危険な遊び Kiken na Asobi                          | Un jeu dangereux                                 | L'Automatomonstre           | 26/04/1991               | 16/06/1993                |
| 12 | 地獄行バス Jigokuyuki Basu                         | Le bus vers l'enfer                              | non doublé                  | 03/05/1991               | jamais diffusé            |
| 13 | 愛の迷路 Ai no Meiro                               | Le labyrinthe de l'amour                         | Le coup de foudre           | 10/05/1991               | 22/09/1993                |
| 14 | 愛の必殺砲（バズーカ） Ai no Hissatsu Bazūka       | Le bazooka fatal de l'amour                      | Des photos très spéciales   | 17/05/1991               | 29/09/1993                |
| 15 | 高校生戦士 Kōkōsei Senshi                          | La guerrière lycéenne                            | La chorale                  | 24/05/1991               | 23/06/1993                |
| 16 | 紙々の叛乱 Kamigami no Hanran                      | La révolte de papier                             | Une belle mélodie           | 31/05/1991               | 06/10/1993                |
| 17 | 復活の女帝 Fukkatsu no Jotei                       | L'impératrice ressuscitée                        | non doublé                  | 07/06/1991               | jamais diffusé            |
| 18 | 凱、死す！ Gai, Shisu!                             | Gai meurt !                                      | non doublé                  | 14/06/1991               | jamais diffusé            |
| 19 | 見えます！ Miemasu!                                | Je vois !                                        | non doublé                  | 21/06/1991               | jamais diffusé            |
| 20 | 結婚掃除機 Kekkon Sōjiki                           | L'aspirateur de mariages                         | Le voleur d'amour           | 28/06/1991               | 13/10/1993                |
| 21 | 歩くゴミ Aruku Gomi                                | Ordures ambulantes                               | non doublé                  | 05/07/1991               | jamais diffusé            |
| 22 | 爆発する恋 Bakuhatsu Suru Koi                      | L'amour explosif                                 | L'arme secrète              | 12/07/1991               | 27/06/1993                |
| 23 | 新戦隊登場 Shin Sentai Tōjō                        | L'arrivée d'un nouvel escadron                   | Un Renfort inattendu        | 19/07/1991               | 27/10/1993                |
| 24 | 出撃超（スーパー）ロボ Shutsugeki Sūpā Robo        | Le lancement du super-robot                      | Chère victoire              | 26/07/1991               | 03/11/1993                |
| 25 | 笑う影人間 Warau Kage Ningen                       | Les hommes-ombres moqueurs                       | Doubles jeux                | 02/08/1991               | 10/11/1993                |
| 26 | 僕は原始人 Boku wa Genshijin                       | Je suis un homme préhistorique                   | Voyages dans le temps       | 09/08/1991               | 24/11/1993                |
| 27 | 魔界大脱出 Makai Dai Dasshutsu                     | La grande évasion de l'enfer                     | non doublé                  | 16/08/1991               | jamais diffusé            |
| 28 | 元祖次元獣 Ganso Jigenjū                           | La bête dimensionnelle fondatrice                | Un gentil monstre           | 23/08/1991               | 01/12/1993                |
| 29 | 最後の戦い Saigo no Tatakai                        | Le dernier combat                                | non doublé                  | 30/08/1991               | jamais diffusé            |
| 30 | 三魔神起つ San Majin Tatsu                         | Les Trois Démons apparaissent                    | non doublé                  | 06/09/1991               | jamais diffusé            |
| 31 | 戦隊解散！ Sentai Kaisan!                          | L'escadron se dissout !                          | De courtes retrouvailles    | 13/09/1991               | 08/12/1993                |
| 32 | 翼よ！再び Tsubasa yo! Futatabi                    | Vos ailes ! Une deuxième fois                    | La Réconciliation           | 20/09/1991               | 15/12/1993                |
| 33 | ゴキブリだ Gokiburi Da                             | Un cafard                                        | Un secret bien caché        | 27/09/1991               | 29/12/1993                |
| 34 | 裏切りの竜 Uragiri no Ryū                          | Ryû, le traitre                                  | La trahison                 | 04/10/1991               | 22/12/1993                |
| 35 | 鳩がくれた戦う勇気 Hato Gakureta Tatakau Yūki      | Le courage de se battre donné par une colombe    | La guérison                 | 11/10/1991               | 05/01/1994                |
| 36 | 歩く食欲！アリ人間 Aruku Shokuyoku! Ari Ningen     | Appétits ambulants, les hommes-fourmis !         | non doublé                  | 18/10/1991               | jamais diffusé            |
| 37 | 誕生！帝王トランザ Tanjō! Teiō Toranza             | La naissance de l'empereur Tranza                | La métamorphose             | 25/10/1991               | 12/01/1994                |
| 38 | いきなりハンマー！ Ikinari Hanmā!                  | Un marteau impromptu !                           | L'Amitié est la plus forte  | 01/11/1991               | 19/01/1994                |
| 39 | 廻せ命のルーレット Mawase Inochi no Rūretto        | Tourne, roulette de vie                          | non doublé                  | 08/11/1991               | jamais diffusé            |
| 40 | 命令！戦隊交代せよ Meirei! Sentai Kōtai Seyo       | Changez l'escadron, c'est un ordre !             | non doublé                  | 15/11/1991               | jamais diffusé            |
| 41 | 変身不能！基地壊滅 Henshin Funō! Kichi Kaimetsu    | Transformation impossible ! La base est détruite | non doublé                  | 22/11/1991               | jamais diffusé            |
| 42 | おれの胸で眠れ！ Ore no Mune de Nemure!            | Dors sur ma poitrine !                           | non doublé                  | 29/11/1991               | jamais diffusé            |
| 43 | 長官の体に潜入せよ Chōkan no Karada ni Sennyū Seyo | Infiltrez-vous dans le corps de la chef          | non doublé                  | 06/12/1991               | jamais diffusé            |
| 44 | 魔神ロボ！ベロニカ Majin Robo! Beronika            | Véronica, le robot démoniaque !                  | non doublé                  | 13/12/1991               | jamais diffusé            |
| 45 | 勝利のホットミルク Shōri no Hotto Miruku           | Le lait chaud de la victoire                     | non doublé                  | 20/12/1991               | jamais diffusé            |
| 46 | トマト畑の大魔王 Tomato Hatake no Daimaō           | Le grand roi maléfique du champ de tomates       | non doublé                  | 10/01/1992               | jamais diffusé            |
| 47 | 帝王トランザの栄光 Teiō Toranza no Eikō            | La gloire de l'empereur Tranzer                  | non doublé                  | 17/01/1992               | jamais diffusé            |
| 48 | 死を呼ぶくちづけ Shi o Yobu Kuchizuke              | Le baiser qui appelle la mort                    | non doublé                  | 24/01/1992               | jamais diffusé            |
| 49 | マリア・・・その愛と死 Maria… Sono Ai to Shi       | Maria… Son amour et sa mort                      | non doublé                  | 31/01/1992               | jamais diffusé            |
| 50 | それぞれの死闘 Sorezore no Shitō                   | Combats à mort respectifs                        | non doublé                  | 07/02/1992               | jamais diffusé            |
| 51 | はばたけ！鳥人よ Habatake! Chōjin yo               | Hommes-oiseaux, battez des ailes !               | non doublé                  | 14/02/1992               | jamais diffusé            |

## Distribution
Les héros
- Kotaro Tanaka (en) (VF : William Coryn) : Ryû Tendô / Red Hawk
- Rika Kishida (VF : Virginie Ogouz) : Kaori Rokumeikan / White Swan
- Tomihisa Naruse (VF : Mark Lesser) : Raita Ôishi / Yellow Owl
- Sayuri Uchida (VF : Emmanuelle Pailly, puis Marie-Laure Dougnac) : Ako Hayasaka / Blue Swallow
- Toshihide Wakamatsu (VF : Alexandre Gillet, puis Antoine Nouel) : Gai Yûki / Black Condor

Soutien
- Mikiko Miki (VF : Christine Champneuf) : Commandante Aya Odagiri

L'armée dimensionnelle Vyram
- Daisuke Tachi (VF : Maurice Sarfati) : Comte de la Dimension Arrière Radiguet
- Miku Kuga (VF : Sophie Arthuys) : Tran (1-36)
- Yutaka Hirose (VF : Régis Reuilhac) : Empereur Tranza (36-47)
- Maho Maruyama (VF : Sophie Arthuys) : Rie Aoi / Maria
- Hideaki Kusaka (VF : Maurice Sarfati) : Grey (1-50)
- Sachiko Kōto : Impératrice Jūza (17-18)

## Autour de la série
- En japonais, les mots « super-homme » (「超人」, « chōjin »?) et « homme-oiseau » (「鳥人」, « chōjin »?) sont des homophones non homographes. Le titre japonais de la série peut donc être vu comme un jeu de mots volontaire.
- Jetman rend hommage à la série animée La Bataille des planètes, dont le concept de base inspira les séries Super Sentai.
- Cette série est, après Changeman, la deuxième à avoir un membre nommé blanc au lieu de rose (malgré les éléments roses de son uniforme). Cela s'est répété dans Kakuranger, Gaoranger, Ninninger et Zyuohger, mais aussi dans Abaranger et Gekiranger, bien que leurs homologues blancs soient des hommes.
- Jetman est la troisième saison de la franchise Super Sentai (sans compter Goranger), après Sun Vulcan et Bioman, que Saban Entertainment a voulu adapter àl'international, sans succès. Ce sera finalement la série suivante, Zyuranger, qui inaugure l'adaptation américaine des super sentai, la franchise Power Rangers.
- Jetman a été un succès d'audience et de ventes de jouets considérable, surtout en comparaison de la série précédente. Ce succès a conduit à la prolongation de la franchise, dont l'annulation était sérieusement discutée à la suite des résultats de Fiveman[1].
- Comme beaucoup de séries japonaises doublées en français, Jetman a subi de nombreuses modifications lors de son doublage :
  - De nombreuses scènes de combats sont censurées, à cause du caractère violent de la série.
  - La plupart des personnages sont renommés (parmi les Jetmen, seule Kaori garde son prénom, Ryu, Gai, Raita et Ako étant respectivement renommés "Réno", "Galt", "Renato" et "Anne") voire modifiés (Tran, un garçonnet, est désigné comme une femme).
  - Les dialogues sont parfois adaptés de façon grotesque, notamment à la suite d'un pari des comédiens de doublage: en effet, ceux-ci s'étaient lancé comme défi de placer le mot "café" et autres bizarreries dans leurs répliques. C'est ainsi que les dialogues français voient régulièrement les Jetmen déclarer qu'il est temps "d'aller prendre un café" lors de scènes tout à fait sérieuses et sans aucun rapport avec le dialogue précédent, enlevant toute logique à la trame des épisodes.
- Il s'agissait de la dernière série Super Sentai à être diffusée en France. Cependant, seuls 28 des 51 épisodes ont été diffusés et doublés en français, car les psychologues de TF1 ont affirmé que la série était jugée trop violente pour être diffusée et qu'elle a ensuite été soudainement retirée de la chaîne. Puis, le 13 avril 1994, ils doublaient et diffusaient Power Rangers : Mighty Morphin au lieu de Zyuranger en raison de la concurrence de Saban sur la plupart des marchés internationaux.

## Sortie DVD
- Une sortie de l'intégrale de la série en DVD fut programmée aux États-Unis pour le 25 septembre 2018. Cependant, aucune sortie en France n'a été programmée.